# Banquete
Banquete è un census-designated place (CDP) degli Stati Uniti d'America della contea di Nueces nello Stato del Texas con una popolazione di 726 abitanti (al censimento del 2010).
Si trova all'incrocio tra la State Highway 44 e la FM 666, ventitré miglia ad ovest di Corpus Christi, e costituisce un'entità distinta da Rancho Banquete, un differente census-designated place situato a diverse miglia ad ovest della comunità.

## Geografia fisica
Banquete è situata a 27°48′02″N 97°47′50″W.
Secondo lo United States Census Bureau, il CDP ha una superficie totale di 6,09 km², dei quali 6,08 km² di territorio e 0,01 km² di acque interne (0,21% del totale).

## Storia
Banquete prende il nome da una festa di quattro giorni in onore del completamento di una strada che collega San Patricio, Texas, con Matamoros nello stato messicano di Tamaulipas. La comunità era anche una fermata sulla Texas Mexican Railway.

## Società

### Evoluzione demografica
Secondo il censimento del 2010, la popolazione era di 726 abitanti.

### Etnie e minoranze straniere
Secondo il censimento del 2010, la composizione etnica del CDP era formata dal 91,46% di bianchi, lo 0% di afroamericani, lo 0,83% di nativi americani, lo 0% di asiatici, lo 0% di oceanici, il 7,02% di altre razze, e lo 0,69% di due o più etnie. Ispanici o latinos di qualunque razza erano il 92,7% della popolazione.